# Plaza Bolívar (Judibana)

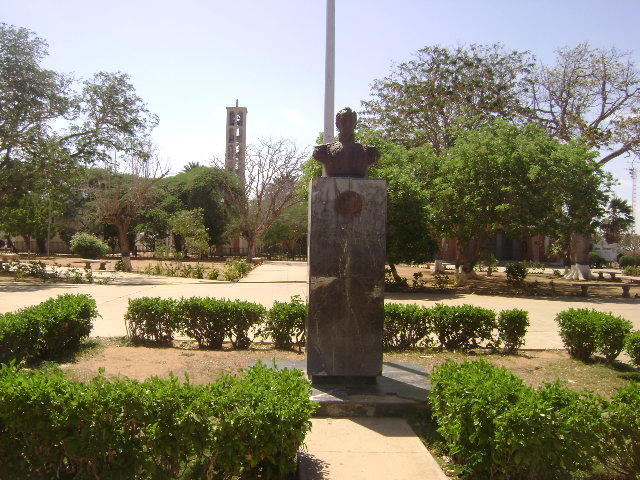
Busto de Simón Bolívar en la Plaza Bolívar de Judibana.

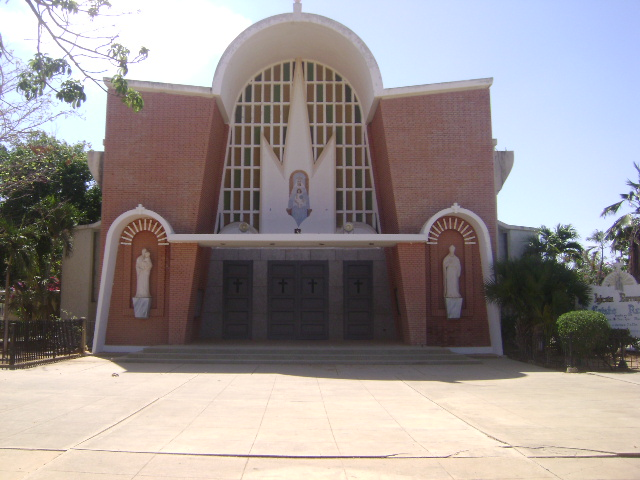
Iglesia Cristo Rey, ubicada al sureste de la Plaza

La Plaza Bolívar es la principal plaza de Judibana. A sus alrededores, está ubicada la iglesia Cristo Rey, una agencia de Banco de Venezuela, y varios locales. En el centro de la plaza, está ubicada la estatua de Simón Bolívar. 